# Efferia stimicon
Efferia stimicon är en tvåvingeart som först beskrevs av Walker 1851.  Efferia stimicon ingår i släktet Efferia och familjen rovflugor.
Artens utbredningsområde är Colombia. Inga underarter finns listade i Catalogue of Life.